# Charles Vilain XIIII
Pour les articles homonymes, voir Vilain XIIII.

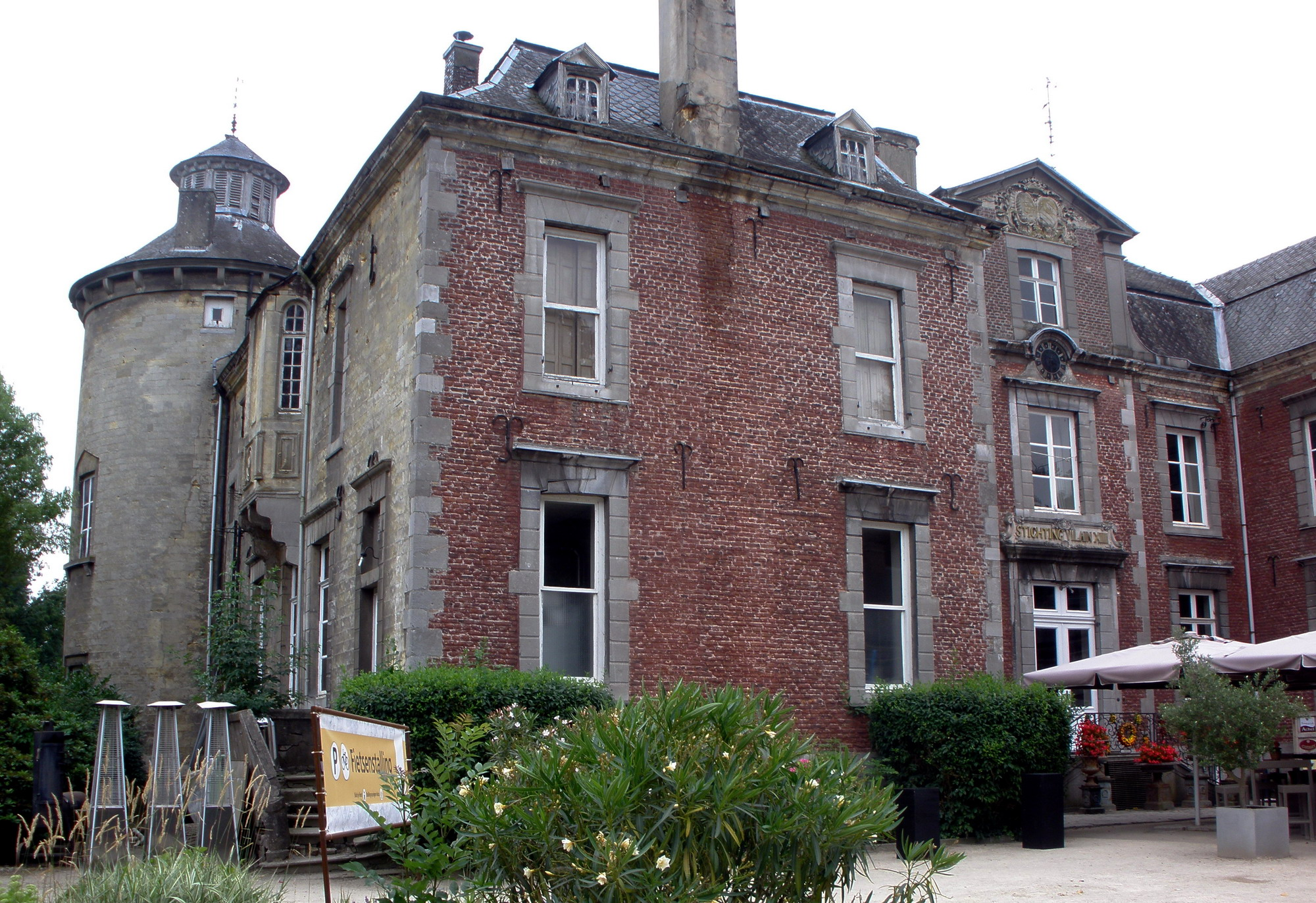
Château Vilain XIIII à Leut où Charles Vilain XIIII et son épouse vécurent jusqu'à leur mort

Le vicomte Charles Vilain XIIII (Bruxelles 15 mai 1803 – Leut 16 novembre 1878) est un homme d'État belge et un diplomate, de tendance catholique.  Il était également numismate

## Biographie
Charles Ghislain Guillaume Vilain XIIII est le fils du comte Philippe Vilain XIIII et de la baronne Sophie de Feltz. Le 21 mai 1822, il épouse à Maastricht la baronne Pauline de Billehé de Valensart qui lui donne sept filles.
Charles Vilain XIIII fait ses études secondaires au Lycée de Bruxelles et au Collège Charlemagne à Paris puis chez les Jésuites au Collège Saint-Acheul près d'Amiens. Il poursuit avec des études à l'Université de Liège.
À la fin des années 1820, il milite contre la politique de Guillaume d'Orange. Comme son père, il défendait en particulier la liberté d'enseignement.
Le 25 août 1830, il assista à la représentation de la Muette de Portici qui déclencha des émeutes dans Bruxelles. À l'entracte, il s'inquiéta auprès du ministre de l'Intérieur Pierre van Gobbelschroy, également présent, du risque de troubles.[réf. nécessaire]
En 1830, il est élu membre du Congrès national par le district de Maastricht et y défend le monocaméralisme et la liberté de presse. Il vote pour la candidature d'Auguste de Leuchtenberg au trône de Belgique, puis est parmi les députés qui proposèrent Léopold de Saxe-Cobourg-Gotha. Il vote contre le Traité des XVIII articles.
Il est ensuite ambassadeur auprès du Saint-Siège et des autres États italiens (1832-1834 et 1835-1839), puis vice-président de la Chambre (1843-1847 et 1852-1855) et ministre des Affaires étrangères (1855-1857). À ce dernier poste, il défend la liberté de presse contre les pressions de Napoléon III et repousse l'hypothèse de modifier la Constitution belge pour la restreindre, par un « Jamais ! » resté célèbre dans les annales de la Chambre. Nommé ministre d'État, il reste encore longtemps député et préside une session extraordinaire de la Chambre en 1870 à la place de Hubert Dolez.
Il décède au château de Leut le 16 novembre 1878.

## Distinctions
Parmi les nombreuses distinctions, il a obtenu les suivantes :
- Grand cordon de l'ordre de Léopold ;
- Croix de fer (Belgique) ;
- Grand-croix de l'ordre de Saint-Janvier (Deux-Siciles) ;
- Grand-croix des ordres des Saints-Maurice-et-Lazare (Italie) ;
- Grand-croix de l'ordre royal de l'Étoile polaire (Suède) ;
- Grand-croix de l'ordre de l'Immaculée Conception de Vila Viçosa (Portugal) ;
- Grand-croix de l'ordre de l'Aigle blanc (Russie impériale).